# Liste der Naturdenkmale in Amtzell
| Naturdenkmale | Anzahl |
| ------------- | ------ |
| FND           | 12     |
| END           | 3      |
| Gesamt        | 15     |

Die Liste der Naturdenkmale in Amtzell nennt die verordneten Naturdenkmale (ND) der im baden-württembergischen Landkreis Ravensburg liegenden Gemeinde Amtzell. In Amtzell gibt es insgesamt 15 als Naturdenkmal geschützte Objekte, davon 12 flächenhafte Naturdenkmale (FND) und 3 Einzelgebilde-Naturdenkmale (END).
Stand: 31. Oktober 2016.

## Flächenhafte Naturdenkmale (FND)
| Name                                     | Bild | Kennung     | Einzelheiten | Position | Fläche Hektar | Datum         |
| ---------------------------------------- | ---- | ----------- | ------------ | -------- | ------------- | ------------- |
| Feuchtgebiet am Hof Hütten               | BW   | 84360060300 | Amtzell      | ⊙        | 0,4           | 28. Juni 1990 |
| Feuchtgebiet südl. Tobel                 | BW   | 84360060132 | Amtzell      | ⊙        | 0,3           | 28. Juni 1990 |
| Feuchtgebiet südöst. Ettenlehen          | BW   | 84360060131 | Amtzell      | ⊙        | 0,4           | 28. Juni 1990 |
| Feuchtgebiet westl. Wollmardingen        | BW   | 84360060128 | Amtzell      | ⊙        | 0,4           | 28. Juni 1990 |
| Naßgebiet bei Stadels                    | BW   | 84360061918 | Amtzell      | ⊙        | 0,4           | 28. Juni 1990 |
| Naßwiese an der Rohne nördl. Reibeisen   | BW   | 84360060517 | Amtzell      | ⊙        | 1,6           | 28. Juni 1990 |
| Naßwiese bei Kugelhäusle                 | BW   | 84360060164 | Amtzell      | ⊙        | 0,4           | 28. Juni 1990 |
| Naßwiese südl. Vogelsang                 | BW   | 84360060137 | Amtzell      | ⊙        | 0,6           | 28. Juni 1990 |
| Quellmoor nördl. Pfauen                  | BW   | 84360060167 | Amtzell      | ⊙        | 0,2           | 28. Juni 1990 |
| Talwiese am Eggenbach südöstl. Schirings | BW   | 84360060147 | Amtzell      | ⊙        | 0,5           | 28. Juni 1990 |
| Vogelsangmoos                            | BW   | 84360060067 | Amtzell      | ⊙        | 1,6           | 28. Juni 1990 |
| Weiher südöstl. Pfaffenweiler            | BW   | 84360060109 | Amtzell      | ⊙        | 0,1           | 28. Juni 1990 |
| Legende für Naturdenkmal                 |      |             |              |          |               |               |

## Einzelgebilde (END)
| Name                                        | Bild | Kennung     | Einzelheiten | Position | Fläche Hektar | Datum         |
| ------------------------------------------- | ---- | ----------- | ------------ | -------- | ------------- | ------------- |
| Sommerlinde bei der Heiligkreuz-Kapelle     |      | 84360064003 | Amtzell      | ⊙        | 0,0           | 16. Mai 1967  |
| Stieleiche suedl. Ruhmaier                  | BW   | 84360064002 | Amtzell      | ⊙        | 0,0           | 25. Sep. 1961 |
| Winterlinde in Burkhardtshaus (Hof Rilling) | BW   | 84360064001 | Amtzell      | ⊙        | 0,0           | 25. Sep. 1961 |
| Legende für Naturdenkmal                    |      |             |              |          |               |               |